# Bobby Trapp
Robert Albert Trapp, dit Bobby Trapp, (né le 16 décembre 1899 à Pembroke au Canada - mort le 20 novembre 1979) est un joueur professionnel canadien de hockey sur glace qui évoluait au poste de défenseur.

## Biographie
Trapp signe son premier contrat professionnel le 5 décembre 1921 avec les Eskimos d'Edmonton dans la Western Canada Hockey League (WCHL). Le 7 octobre 1925, il est échangé aux Rosebuds de Portland avec Joe McCormick contre Eddie Shore et Art Gagne. Lorsque la WCHL (devenue entre-temps la Western Hockey League) doit fermer ses portes en 1926, il fait partie des joueurs des Rosebuds transférés dans la nouvelle franchise des Black Hawks de Chicago dans la Ligue nationale de hockey (LNH). Il partage ensuite sa carrière entre différentes ligues professionnelles : la LNH, l'Association américaine de hockey et la Canadian-American Hockey League avant de prendre sa retraite lors de la saison 1933-34.

## Statistiques
| Saison     | Équipe                | Ligue      |    | Saison régulière | Saison régulière | Saison régulière | Saison régulière | Saison régulière |   | Séries éliminatoires | Séries éliminatoires | Séries éliminatoires | Séries éliminatoires | Séries éliminatoires |
| Saison     | Équipe                | Ligue      | PJ | B                | A                | Pts              | Pun              | PJ               | B | A                    | Pts                  | Pun                  |                      |                      |
| 1921-1922  | Eskimos d'Edmonton    | WCHL       | 24 | 5                | 4                | 9                | 5                | -                | - | -                    | -                    | -                    |                      |                      |
| 1922-1923  | Eskimos d'Edmonton    | WCHL       | 26 | 5                | 4                | 9                | 14               | -                | - | -                    | -                    | -                    |                      |                      |
| 1923-1924  | Eskimos d'Edmonton    | WCHL       | 30 | 5                | 4                | 9                | 20               | -                | - | -                    | -                    | -                    |                      |                      |
| 1924-1925  | Eskimos d'Edmonton    | WCHL       | 27 | 8                | 11               | 19               | 33               | -                | - | -                    | -                    | -                    |                      |                      |
| 1925-1926  | Rosebuds de Portland  | WHL        | 30 | 5                | 13               | 18               | 59               | -                | - | -                    | -                    | -                    |                      |                      |
| 1926-1927  | Blackhawks de Chicago | LNH        | 44 | 4                | 2                | 6                | 92               | 2                | 0 | 0                    | 0                    | 4                    |                      |                      |
| 1927-1928  | Blackhawks de Chicago | LNH        | 38 | 0                | 2                | 2                | 37               | -                | - | -                    | -                    | -                    |                      |                      |
| 1928-1929  | Oilers de Tulsa       | AHA        | 40 | 8                | 6                | 14               | 30               | -                | - | -                    | -                    | -                    |                      |                      |
| 1929-3190  | Oilers de Tulsa       | AHA        | 24 | 1                | 3                | 4                | 10               | -                | - | -                    | -                    | -                    |                      |                      |
| 1930-1931  | Oilers de Tulsa       | AHA        | 46 | 8                | 13               | 21               | 54               | -                | - | -                    | -                    | -                    |                      |                      |
| 1931-1932  | Oilers de Tulsa       | AHA        | 25 | 4                | 3                | 7                | 30               | -                | - | -                    | -                    | -                    |                      |                      |
| 1931-1932  | Reds de Providence    | Can-Am     | 14 | 2                | 2                | 4                | 12               | -                | - | -                    | -                    | -                    |                      |                      |
| 1932-1933  | Reds de Providence    | Can-Am     | 45 | 3                | 11               | 14               | 50               |                  |   |                      |                      |                      |                      |                      |
| 1932-1933  | Canadiens de Montréal | LNH        | 1  | 0                | 0                | 0                | 0                | -                | - | -                    | -                    | -                    |                      |                      |
| 1933-1934  | Reds de Providence    | Can-Am     | 0  | 0                | 1                | 1                | 2                | -                | - | -                    | -                    | -                    |                      |                      |
| Totaux LNH | Totaux LNH            | Totaux LNH | 83 | 4                | 4                | 8                | 129              | 2                | 0 | 0                    | 0                    | 4                    |                      |                      |